# クラッキンDJ
『クラッキンDJ』(Crackin'DJ)は、ヒットメーカーが開発し、セガから発売されたアーケードゲームである。ジャンルは音楽ゲーム。

## 概要
アーケードの音楽ゲームでは、1997年から発売されているコナミの『beatmania』シリーズが業界を席巻し、なおかつジャレコから発売されている類似作品である『VJ』を潰すほどの勢いであったが、本作品は『beatmania』とは全く別のアプローチで、より本物のDJプレイに近いプレイ感覚となっている。
セガの第3AM研究開発部が「ヒットメーカー」として分社化されてからの第1号作品でもある。
グラフィックはトゥーンレンダリングだが、フレームを太い黒で強調した独特のものとなっている。
2001年には続編として「クラッキンDJパート2」がリリースされた。
2012年7月に発売されたセガの音楽ゲーム『maimai』に一部楽曲が収録された。

## 筐体
専用の大型筐体には、2つのターンテーブルと、その間にフェーダー（左右のターンテーブルから音を出すためのスライドレバー）がある。プレイ用画面は一つ。両方のターンテーブルは電源投入中（プレイの有無にかかわらず）ずっと回転している。

## 操作方法
プレイ画面の左右両端にはターンテーブルの操作指示が、中央にはフェーダーの操作指示が上から落ちてくる。操作指示に合わせて、以下の3つの操作を行う。
カットイン
両端の太いラインと中央の矢印がラインに達するタイミングで、フェーダーを指示された方向いっぱいに動かす。タイミングに応じてBAD（ミス扱い）< GOOD < GREAT < PERFECTの４段階に判定され、正確であるほど、また連続で成功するほど高得点。
Part2 では、カットイン時に指示された側のターンテーブルの回転速度を操作していなければ、より高得点になる（加点表示が緑から黄色になる）。
キューイング
次のカットイン方向の側に円形ゲージが表示された場合、同じ側のターンテーブルを一定数逆回転させてゲージを消す必要がある。ゲージが残った場合、そのカットインはミス（BAD判定）になる。
キューイングを成功したうえで、ターンテーブルの回転速度を正常に戻してカットインすると更に高得点となる（加点表示が緑から黄色になる。PERFECT判定のタイミングで成功させた場合、COOL判定が表示される）。
スクラッチ
フェーダーを真ん中にして、左右のターンテーブルを表示される緑の矢印に応じた方向（左：正回転、右：逆回転）へタイミングよく動かす。フェーダーが中央・緑色の領域から外れている場合、スクラッチ操作は反応しない。
ほとんどの矢印はフレーズごとに連結されており、全ての矢印を過不足なく処理すればPERFECT判定として高得点が得られるが、連結中の間における余計なスクラッチはミス扱いとなる。回転方向は異なっていてもフレーズはミス扱いにならないが、GREAT判定となってそのフレーズのボーナススコアは低くなる。
スクラッチとカットインをタイミングよくこなすとスコアとグルーヴゲージが上がる。グルーヴゲージはミスすると徐々に下がり、なくなった時点でmiss outとなりゲームオーバー。ゲージを少しでも残して曲を終えればステージクリアとなり、評価が表示される。
曲開始時にフェーダーを左に入れておくと、ミラーモードになる。
スクラッチしている方と逆方向にフェーダーを入れると、BGMをミュートできる。この状態でスクラッチしているターンテーブルを回すとスクラッチ音を変更出来る（PART 2ではプレイ中にスタートボタンでスクラッチ音の固定、非固定を変更できる）。

## プレイ感覚の相違
『beatmania』と全く違う操作方法のため、プレイに慣れてもらうためにチュートリアルステージが設けられている。にもかかわらず、スクラッチのときにフェーダーを真ん中にするのを忘れるプレイヤーが多発し、それが原因で大きくミスをすることも少なくなかった。この点はPart2のチュートリアルステージでより詳細な説明が加えられている。
さらに、『beatmania』シリーズでは、一部の例外を除いて、選んだ曲をグルーブゲージがなくなっても最後までプレイできるのに対し、本作品では先述の通りゲージがなくなると即ゲームオーバーとなった。

## サウンドトラック
2000年10月、マーベラスエンターテイメントよりオリジナルサウンドトラックが発売された。更に2010年4月、ジェネオン・ユニバーサル・エンターテイメントジャパンより、続編のパート2の曲も収録したコンプリートアルバムが発売された。
「CRACKI'N DJ」が世の中に発売された当初のサンプルレコードが存在し、そのレコードにはケツメイシが曲を提供するなどDJブームの走りとなった。

## 全曲モード解禁方法
それぞれテストモードで入力する必要があるため、店舗側で入力する必要がある。
設定完了後は、タイトル画面左上に全曲モードコマンド（フェーダーを右左右）が表示されるので、クレジット投入後にコマンド入力してスタートすると、1st tuneから（Bonus tuneを除く）全曲を選ぶことが出来る。
全曲モードに入ると練習曲がsecret tuneに変化する他、コマンド入力後カウントが0になる前に以下のコマンドを入力すると、楽曲が加速した状態でプレイできる上級者向けのモードが発動する。
speeded-up ver（通常の1.4倍速）
右ターンテーブルを時計回りに1回転する。
super speeded-up ver（通常の2倍速）
右ターンテーブルを時計回りに5回転する。
クラッキンDJ
テストモード内の[GAME TEST]から[GAME ASSIGN]を選んで、以下のように入力する。
1. [DEMO SOUND]でテストボタンを8回
2. [GAME LAVEL]でテストボタンを16回
3. 一度出て、再度[GAME ASSIGN]に入る。すると、設定メニューが追加されているので、これをONにする。

クラッキンDJ パート2
テストモード内の[GAME TEST]から[GAME ASSIGN]を選んで、以下のように入力する。
1. スタートボタンを押す（押しっぱなし）
2. ADV SOUND VOLUMEにカーソルを合わせ、テストボタンを1回押す
3. GAME DIFFICULITYにカーソルを合わせ、テストボタンを8回押す
4. EXITで抜ける
5. スタートボタンを放す
6. もう一度、GAME ASSIGNMENTSに入る
7. すると、「ALL SELECT MODE」が現れるので、ONにする